# Liberato
Liberato (neapeljsko: [libːəˈrɑːtə], italijansko: [libeˈraːto]), italijanski kantavtor in producent z neznano identiteto; * Neapelj, Kampanija, Italija.
Jezik, v katerem piše svoja besedila, je večinoma neapeljski, pogosto pa v njih prepleta tudi italijanske, angleške, francoske in španske besede ali cele stavke.

## Kariera

### Začetki in prvi album (2017–2019)
Kariera Liberata se je začela 14. februarja 2017 z izdajo njegovega prvega singla "Nove maggio" na istoimenskem YouTube kanalu. Naslednji dan je bila pesem izdana tudi v digitalni obliki na platformah za pretakanje glasbe, kjer je doživela zmeren uspeh tako kot med strokovno kritiko kot tudi med širšim občinstvom.
Dne 9. maja istega leta je na YouTubu objavil videospot za svoj drugi singel "Tu t'e scurdat' 'e me", ki je bil na digitalnih platformah dostopen od 17. maja. V tem videu se prvič pojavi tudi sam Liberato. Leto 2017 je zaključil z izdajo pesmi "Gaiola portafortuna", ki je bila objavljena na YouTubu 19. septembra in tri dni kasneje na platformah za pretakanje glasbe. Datum izdaje videa ima dvojni pomen: sovpada z praznovanjem svetega Januarija (San Gennaro), zavetnika Neaplja, in obletnico pokola v Castel Volturnu, ko je Camorra ubila šest afriških priseljencev.
Dne 20. januarja 2018 je bil na YouTubu objavljen videospot za pesem "Me staje appennenn' amò", ki je bil na digitalnih platformah izdan 12. junija istega leta. Video izpostavlja predvsem tematiko LGBT. Po več mesecih odsotnosti na družbenih omrežjih je Liberato nekaj minut pred polnočjo 9. maja 2019 izdal svoj prvi album z naslovom "Liberato", ki vsebuje enajst pesmi, od tega pet novih skladb ter reinterpretacijo pesmi "Gaiola portafortuna" v različici za glas in klavir, imenovano "Gaiola". Album spremlja serija petih videov, združenih pod imenom CRV (Capri Rendez-Vous).

### Ultras(2020-2021)
Leta 2020 je Liberato podpisal glasbeno podlago za film Ultras, ki je bil predvajan na platformi Netflix in v izbranih kinematografih. Dne 23. marca je na platformah za pretakanje glasbe izdal album "Ultras", ki vključuje pesmi iz istoimenskega filma. Pri ustvarjanju skladb sta sodelovala tudi 3D (psevdonim Roberta Del Naje, člana skupine Massive Attack) in Gaika.
Kasneje je Liberato napovedal koncert v dvorani Mediolanum Forum v Milanu, ki naj bi potekal 25. aprila 2020. Zaradi velikega povpraševanja je dodal še eno izvedbo 26. aprila. Oba koncerta sta bila zaradi pandemije covida-19 sprva prestavljena, nato pa združena v en dogodek, ki se je odvijal 9. septembra 2022 na hipodromu San Siro v okviru festivala Milano Rocks, kjer je bilo prisotnih 30.000 obiskovalcev.
Dne 9. maja 2021 je izšel singel "E te veng' a piglià", ki mu je 22. junija sledila pesem "Chiagne ancora", ki jo je izvedel Ghali, pri čemer sta glasbeno sodelovala Liberato in J Lord.

### Liberato II(2022-2023)
Dne 9. maja 2022 je Liberato izdal svoj drugi album z naslovom "Liberato II", ki vsebuje šest novih skladb in priredbo klasične tarantele "Cicerenella". Za vsako skladbo z albuma so bili ustvarjeni videospoti, objavljeni na njegovem YouTube kanalu. Izdajo albuma je spremljal videospot za pesem "Partenope", ki ga je režiral Francesco Lettieri. V videu sta nastopila plesalka Tonia Laterza in igralec Giacomo Rizzo, medtem ko so preostale skladbe opremljene z vizualnimi spremljavami.
Dne 20. julija 2022 je Liberato organiziral brezplačni koncert na otoku Procida v sodelovanju z blagovno znamko testenin Voiello. Dogodek je nosil naslov "Miez 'o mare".
Dne 3. marca 2023 je izdal pesem 'O Dj (Don't Give Up), ki je služila kot glasbena podlaga za film "Mixed by Erry", režiran s strani Sydneyja Sibilie. V istem obdobju je Liberato napovedal turnejo, s koncerti v Berlinu, Parizu, Londonu in Douru poleti 2023. Turnejo je zaključil s trojnim nastopom na Trgu Plebiscito v Neaplju (Piazza Plebiscito) v septembru.
Ob zmagi Napolija pri osvojenem tretjem scudettu je Liberato anonimno nastopil na stadionu Diego Armando Maradona. Tam je predstavil klavirsko različico svoje pesmi 'O core nun tene padrone skupaj z drugimi skladbami. Ta različica, imenovana 'O core nun tene padrone (1926 mix), je bila izdana 9. maja ob 19:26, pri čemer leto 1926 simbolizira ustanovitev nogometnega kluba Napoli.

### Il segreto di LiberatoinLiberato III(2024-2025)
9. aprila 2024 je napovedan dokumentarni film Il segreto di Liberato, ki združuje igrani film in animacijo. Film so režirali Francesco Lettieri, Giorgio Testi, Giuseppe Squillaci in LRNZ, v sodelovanju z Be Water Film in Netflix, produkcija pa je pod okriljem Red Private. Film bo premierno prikazan 9. maja 2024 v The Space Cinema v Neaplju.
Prav tako 9. maja bo na pretočnih platformah izšla pesem Lucia (Stay with Me), ki je del filmske glasbe za Il segreto di Liberato.
Na presenečenje vseh je 1. januarja 2025 točno ob polnoči izšel njegov tretji album Liberato III, ki vključuje devet novih skladb, med katerimi je tudi Lucia (Stay with Me), pesem iz filmske glasbe za Il segreto di Liberato.

## Identiteta
Liberato se je že od začetka svoje kariere odločil za popolno anonimnost in zato ohranil največjo zasebnost glede svojega osebnega življenja. V eni izmed redkih intervjujev, ki ga je podal prek elektronske pošte za glasbeno revijo Rolling Stone Italia, je razkril zgolj, da je rojen v Neaplju in da mu je ime Liberato, ne da bi pojasnil, ali gre za ime, priimek ali psevdonim. Nobena od teh informacij ni bila nikoli potrjena s strani zanesljivih virov ali uradne dokumentacije.
Prav tako ni zanesljivih podatkov o njegovi starosti. Enrico Frattasio, eden od bratov, katerih življenje je navdihnilo film Mixed by Erry, je v intervjuju, ki ga je dal oktobra 2023, razkril, da je izmenjal sporočila s pevcem, za katerega je takrat ocenil, da je star 32 let.
V filmu Il segreto di Liberato je razkrito, da je pevec obiskoval licej Antonio Genovesi v Neaplju in da je mladost preživel v zgodovinski četrti Materdei ter tudi v tujini, kjer je iskal uspeh in srečo. Njegova strast do glasbe naj bi izvirala iz vpliva njegovega dedka, ki se je prav tako imenoval Liberato. O njegovih starših ali uradni identiteti ni znanega ničesar. Obstajajo številne teorije o tem, kdo je pevec, vendar nobena ni bila potrjena ali ovržena.

## Diskografija

### Studijski albumi
| Liberato     | 2019                                                                      | 5  | platinasta | - Izdan: 9. maj 2019 - Založba: samozaložba - Formati: CD, LP, digitalno, streaming                              |
| Ultras       | 2020                                                                      | 30 |            | Zvočni posnetek iz filma "Ultras" - Izdan: 23. marec 2020 - Založba: samozaložba - Formati: digitalno, streaming |
| Liberato II  | 2022                                                                      | 10 | zlata      | - Izdan: 9. maj 2022 - Založba: samozaložba - Formati: CD, LP, digitalno, streaming                              |
| Liberato III | 2025                                                                      | 23 |            | - Izdan: 1. januar 2025 - Založba: samozaložba - Formati: CD, LP, digitalno, streaming                           |
|              | "—" pomeni, da se na lestvico album ni uvrstil ali ni izšel v tej regiji. |    |            | |

### Singli

#### Glavni izvajalec
| Nove maggio                                                | 2017 | 85 | platinasta    | Liberato     |
| Tu t'e scurdat' 'e me                                      | 2017 | 71 | 2x platinasta | Liberato     |
| Gaiola portafortuna                                        | 2017 | —  |               | —            |
| Me staje appennenn' amò                                    | 2018 | 32 | 2x platinasta | Liberato     |
| Intostreet                                                 | 2018 | 67 | zlata         | Liberato     |
| Je te voglio bene assaje                                   | 2018 | 68 | zlata         | Liberato     |
| We Come from Napoli (z 3D in Gaika)                        | 2020 | 92 |               | Ultras       |
| 'O cure non tene padrone (z 3D)                            | 2020 | 65 |               | Ultras       |
| E te veng' a piglià                                        | 2021 | 47 | platinasta    | —            |
| 'O Dj (Don't Give Up)                                      | 2023 | —  |               | —            |
| 'O core nun tene padrone (1926 mix)                        | 2023 | —  |               | —            |
| Lucia (Stay with Me)                                       | 2024 | 40 |               | Liberato III |
| Viennarì                                                   | 2025 | 97 |               | —            |
| "—" single ni bil uvrščen na lestvico ali pa ni bil izdan. |      |    |               |              |

#### Gostujoči izvajalec
| Naslov                                                     | Leto | Najvišje na uradnih lestvicah | Album         |
| Naslov                                                     | Leto | ITA                           | Album         |
| ---------------------------------------------------------- | ---- | ----------------------------- | ------------- |
| Chiagne ancora (Ghali z Liberato in J Lord)                | 2021 | 76                            | —             |
| Je 'o tteng e t'o ddòng' (Bawrut z Liberato)               | 2021 | —                             | In the Middle |
| Sbagli e te ne vai (Co'Sang z Liberato)                    | 2024 | 27                            | Dinastia      |
| "—" single ni bil uvrščen na lestvico ali pa ni bil izdan. |      |                               |               |